# Seseli yunnanense
Seseli yunnanense är en flockblommig växtart som beskrevs av Adrien René Franchet. Seseli yunnanense ingår i släktet säfferötter, och familjen flockblommiga växter. Inga underarter finns listade i Catalogue of Life.